# L'Île des damnés
Pour plus de détails, voir Fiche technique et Distribution.
L'Île des damnés (Island of Doomed Men) est un film américain réalisé par Charles Barton, sorti en 1940.

## Fiche technique
- Titre original : Island of Doomed Men
- Titre français : L'Île des damnés
- Réalisation : Charles Barton
- Scénario : Robert Hardy Andrews
- Direction artistique : Lionel Banks
- Photographie : Benjamin H. Kline
- Montage : James Sweeney (en)
- Société de production : Columbia Pictures
- Pays d'origine : États-Unis
- Format : Noir et blanc - 1,37:1 - Mono
- Genre : policier
- Date de sortie : 1940

## Distribution
- Peter Lorre : Stephen Danel
- Rochelle Hudson : Lorraine Danel
- Robert Wilcox (en) : Mark Sheldon
- Don Beddoe : Brand
- George E. Stone : Siggy
- Kenneth MacDonald (en) : Docteur Rosener
- Charles Middleton : Capitaine Cort